# اخلاق ارتباطات
برای تعریف ، به ارتباطات رجوع شود.
اخلاق ارتباطات ، به این معنی است که چگونه یک فرد از زبان ، رسانه ها، نشریات استفاده میکند و روابطی مطابق با اخلاق و ارزش های فردی، ایجاد میکند. این اخلاق ، آگاهی از پیامدهای رفتاری و عواقب آن را در نظر می گیرد که این مساله به "احترام گذاشتن به دیدگاههای یکدیگر و پذیرش اختلاف نظرات " کمک میکند. اصول اخلاقی شامل صداقت ، انصاف و عدالت ، و یکپارچگی و صحت کلمات شخص است.
ارتباط اخلاقی به دلیل تاکید بر مسئولیت مردم در حفظ جامعه ی مدنی بسیار مهم است. امروزه با افزایش نگرانی درمورد اخبار دروغین، اهمیت ارتباطات اخلاقی به مساله ی مهمی تبدیل شده است.

## بررسی اجمالی
یک فرد با اخلاق در ارتباطات، باید راستگو، مبرا از خطا و همچنین صادق باشد. این ناشی از اخلاق و ارزش های فردی و همچنین چگونگی تعریف مردم از "خوب و بد" است. در طول تاریخ، روزنامه نگاران و رسانه ها همواره درمورد رعایت اصول اخلاقی، برای انتشار مطالب بحث کرده اند.
اخلاق ارتباطات نه تنها به خود فرد مربوط می شود ، بلکه به شدت مورد توجه مشاغل، شرکت ها و نهادهای حرفه ای است. مشاغلی که شیوه های ارتباطی غیراخلاقی دارند، نمی‌توانند به اندازه آنهایی که ارتباط اخلاقی دارند، موثر باشند. به عنوان مثال، مشاغلی با شیوه های ارتباطی غیراخلاقی، ممکن است با رعایت نکردن صراحت، شواهدی در مورد آسیب رساندن به محیط زیست یا نقض قانون را پنهان نماید. در حالی که مشاغل دارای شیوه های ارتباط اخلاقی بلافاصله آن را برای مخاطبان خود شفاف میکنند.  در این مثال ، صراحت باعث موثرتر شدن کسب و کار می شود زیرا تمامی مشتریان خود، مشتریان احتمالی یا دایمی ، ارائه دهندگان / تامین کنندگان یا سایر شرکت های وابسته را از خطرات احتمالی زیست محیطی یا نقض قانون، مطلع میکنند. به عبارت دیگر ، در این مثال ، صراحت، باعث جلب اعتماد و نشان دادن حسن نیت میشود. پس کسب و کار موثر، آنچه را که به جلب توجه مخاطبانش کمک میکند را پنهان نمی‌کند.  اما مثال نقض هم وجود دارد؛ ممکن است زمانی، پنهان کردن، بسیار موثرتر واقع شود مثلاً: اسرار تجاری را در نظر بگیرید ، که مزیت رقابتی آن مثل روش طراحی یا تاکتیک مدیریتی، آشکارا بیان نمی‌شود.  یا زمانیکه ارائه دهنده خدمات در شرایط توافق نامه، مواردی را ذکر کرده باشد که کسب و کار را مجبور به رعایت نکردن اصل صراحت نماید. در مثال نقض دوم ، ممکن است یک کسب و کار از رسانه های اجتماعی برای تبلیغ استفاده کند ، اما ارائه دهنده خدمات رسانه های اجتماعی ممکن است رفتار کاربران خود را محدود کرده باشد. پس در اینجا ، اگر آن کسب و کار، رسانه های اجتماعی را خدمتی ارزشمند برای دستیابی به تبلیغات خود بداند ، ممکن است مجبور باشد محصول یا خدمات خود را سانسور کند تا توافق خود را با ارائه دهنده شبکه های اجتماعی حفظ کرده باشد. 

## تاریخچه
از لحاظ تاریخی ، اخلاق ارتباطات با رسانه های چاپی آغاز شده و با ظهور فناوری های دیجیتال، پیشرفت کرده است. در دهه ی 1890،منتقدان در آمریکای شمالی و اروپا، به ارزیابی آسیب های مطبوعات غیرقانونی پرداختند، که منجر به ایجاد اصول اخلاقی، در ایالات متحده در دهه 1920 شد. چهار کتاب اصلی که در این دهه منتشر شده بودند، عبارتند از: مشاهیر نامی در روزنامه نگاری : اخلاق نلسون کرافورد در روزنامه نگاری (1924)، کتاب وجدان روزنامه اثر لئون فلین(1925)، اخلاق روزنامه اثر ویلیام گیبونز (1926)، و اخلاق و شیوه های روزنامه نگاری اثر آلبرت هنینگ (1932). این نویسندگان میراثی را در رابطه با معنای نهفته در اخلاق ارتباطات به یادگار گذاشته اند و در کتابهای خود، مسائل را با اخلاق در آمیخته اند. موضوعات دایماً مربوط به حفظ حریم خصوصی و محرمانه بودن بوده و به طور مداوم با آزادی بیان مورد بحث و بررسی قرار گرفته اند.

## فلاسفه
میتوان اخلاق را در فیلسوفی مثل سقراط (حدود 470-399 ق.م.) جستجو کرد ، کسی که مفاهیم عمیق و گسترده ای از خیر و عدالت را بررسی می کرد. او معتقد بود که هرکسی ، "با اختصاص دادن زمانی برای تفکر و پرسش ، می تواند بینشی در مورد رفتارهای اخلاقی مورد قبول جهانی کسب کند". 
شاگرد او ، افلاطون (حدود 428-348 ق.م.) ، مفاهیمی در مورد خوبی و عدالت را گسترش داد و استدلال کرد که عدالت از طریق خرد حاصل می شود. او همچنین ادعا کرد که "خوب" ارزش عملی اخلاقی است برای دستیابی به چیزی بهتر.
ارسطو (384-322 قبل از میلاد) ، که در زیر نظر افلاطون تحصیل می کرد ، تعریفی از اخلاق فضیلت ارایه داد و آن این بود که یک شخص با فضیلت اساساً به دلیل داشتن شخصیت خوب ، کار درست را انجام می دهد. 
این فلاسفه مفهوم "خوب و عدالت" را تعریف کردند که امروزه این مفاهیم با اخلاق ارتباطات ادغام شده است. در جامعه مدرن ، "خوب و عدالت" از طریق رسانه ها و اخبار مورد بحث قرار می گیرد و طبق آن، کار درست از نادرست تشخیص داده میشود. ارتباطات، از طریق گزارش های روزمره ، مصاحبه ها و موقعیت های شغلی و همچنین اخلاق انسانی در موقعیت هایی که با افراد دیگر برخورد میکنند ، به این مساله می پردازد.

## ده مبانی اخلاق ارتباطات[۷]
1. به دنبال "استنباط بهترین ها" در ارتباطات و تعاملات با سایر اعضای گروه باشید.
2. وقتی دیگران صحبت میکنند، گوش کنید.
3. بدون اینکه قضاوت کنید، صحبت نمایید.
4. از تجارب و دیدگاه های خود صحبت کنید. افکار ، نیازها و احساسات خود را بیان کنید.
5. سعی کنید دیگران را درک کنید.
6. ازبازگو کردن گفته ی دیگران، بدون بیان نظر خودتان ، و یا جامعیت بخشیدن به عقاید ، باورها ، ارزش ها و نتیجه گیری های خود ، با فرض اینکه همه آنها را قبول دارند، خودداری کنید.
7. حریم شخصی خود را مدیریت کنید: فقط مواردی را که با به اشتراک گذاشتنشان احساس راحتی میکنید، به اشتراک بگذارید.
8. به حریم شخصی دیگران احترام بگذارید.
9. از قطع کردن صحبت دیگران و مکالمه های جانبی خودداری کنید.
10. اطمینان حاصل کنید که همه افراد زمانی برای صحبت کردن داشته باشند ، زیرا همه ی اعضا در استفاده از زمان، حق نسبتاً یکسانی دارند.

این اصول اساسی به مشاغل و خبرنگاران کمک میکند که بدون توهین به دیگران ، اطلاعات را برای عموم منتشر کنند. این کار بر روی اطلاعاتی که مردم می دهند تمرکز دارد و ساختاری در مورد چگونگی استفاده اخلاقی از این اطلاعات ارایه میدهد. 

## کدهای جهانی اخلاق ارتباطات
انجمن ارتباطات ملی (NCA)، در سال 1914 توسط 17 استاد سخنران که همگی شورای ملی معلمان انگلیسی را ترک کردند، تأسیس شد . هم اکنون هزاران دانشمند در سراسر جهان در NCA به مطالعه ی آموزش صحیح ارتباطات مشغولند. آنها معتقدند که ارتباطات غیراخلاقی می تواند جامعه را تهدید کند و در گفتگوهای روزمره با مدنیت مقابله کند. NCA ارتباط صادقانه را تأیید می کند و بر آموزش گفتگوی موثر ، مباحثات و مناظرات تمرکز دارد. 
اما تعهد به بیان حقیقت، امری حقوقی نیست؛ زیرا هیچ کد اخلاقی واحدی وجود ندارد که برای همه اعمال شود. به عنوان نمونه ای از این کدها، کد SPJ سال 1996 است که در چهار اصل تنظیم شده است: جستجوی حقیقت ، به حداقل رساندن آسیب ، مستقل ماندن ، و خود را مسئول ندانستن، است.  این اصول بیانگر چالش های امروزه ی حضور روزافزون اینترنت است.
یک کد اخلاق حرفه ای برای محقق ارتباطات / معلم ارتباطات که در نوامبر 1999 تصویب شده است، دارای رهنمودهای رفتاری شامل حفظ عدالت و صداقت در مسئولیت های حرفه ای و اجتماعی ، برابری فرصت، محرمانه بودن، صداقت و صراحت، احترام به خود و دیگران ، آزادی و امنیت میباشد.  این کدها به عنوان اقدامات انضباطی برای راهنمایی افراد در مشاغلی که با شیوه های ارتباطی سر و کار دارند تنظیم شده است.
رازداری در کلیه مشاغل از جمله معلمان ، محققان ، نشریات و روابط حرفه ای بسیار مهم است. اخلاق از خود ما آغاز می شود و بر چگونگی ارتباط ما با دیگران حاکم است. کسانی که در انجمن جامعه شناسی آمریکا (ASA) کار میکنند، موظفند تا کدهای اخلاقی که توسط انجمن جامعه شناسی آمریکا وضع شده را رعایت کنند. شش اصل و معیار اخلاقی برای مدیریت مسئولیت های علمی و حرفه ای ارائه شده است. 

### سایر کدهای حرفه ای عبارتند از
- آیین نامه اخلاق حرفه آموزش (1975).
- مجمع نمایندگان انجمن ملی آموزش .
- اصول اخلاقی روانشناسان و آیین نامه رفتار . انجمن روانشناسی آمریکا.
- بیانیه اخلاق حرفه ای (1995). انجمن اساتید دانشگاه آمریکا.